# Abrocoma budini
Abrocoma budini е вид бозайник от семейство Чинчилови плъхове (Abrocomidae).

## Разпространение
Видът е разпространен в Аржентина.